# Тріумфи
«Тріумфи» (італ. Trionfi) — алегорично-дидактична поема Петрарки, написана в розмірі терцин. Її сюжетом є видіння поета. Текст розділений на шість частин, кожна з яких присвячена оспівуванню якої-небудь чесноти або явища, і являє в алегоричному ключі людське життя, боротьбу проти пристрастей і скороминущість людського буття з підсумкової перемогою вічності.
Оригінальний манускрипт знаходиться у Biblioteca Riccardiana, Флоренція.

## Частини

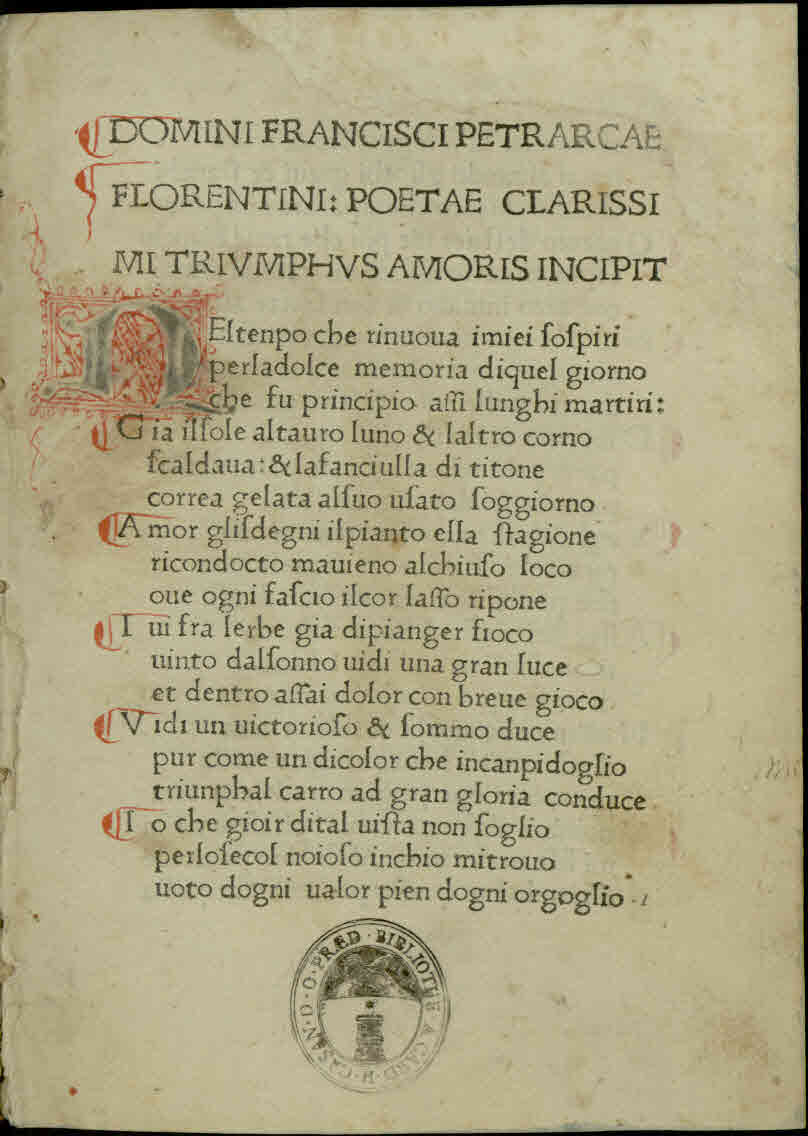
Trionfi, +1473

У поемі Петрарка виклав свою духовну автобіографію у вигляді низки символічних циклів, що закінчуються перемогами, відповідно:
1. «Тріумф Любові»
2. «Тріумф Цнотливості»
3. «Тріумф Смерті»
4. «Тріумф Слави»
5. «Тріумф Часу»
6. «Тріумф Вічності»

Кожна з цих персоніфікацій по черзі проїжджають повз нього у тріумфальній ході. Завдання поеми — показ тлінних і благих сторін людського існування, щоб, врешті-решт, звеличити переваги небесного життя.
Сюжетна побудова поеми не нова: ідея видінь в уяві сплячого героя побудована на відомому прийомі (див., наприклад, «Любовне видіння» Боккаччо).

## Зміст
| Рос.                 | Лат.                  | Італ.                      | Іл. | Зміст | Іконографія |
| -------------------- | --------------------- | -------------------------- | --- | --- | --- |
| «Тріумф Любові»      | Triumphus Cupidinis   | Il Trionfo d'Amore         |     | Одного весняного дня поет засинає в Воклюзі і йому сниться сон, в якому на тріумфальній колісниці з'являється уособлення Любові, зі свитою переможених нею. Поет вливається в їхні ряди і бачить безліч знаменитих історичних, літературних, міфологічних, біблійних персонажів, поетів і трубадурів, яким пристрасть принесла тільки біль і страждання. Під час ходи він розмовляє з різними персонажами і в кінці вирушає на Кіпр, де народилася Венера. | Любов, уособленаКупідоном з луком, стоїть у тріумфальній колісниці, з якої вириваються язики полум'я. Візок оточують закохані. |
| «Тріумф цнотливості» | Triumphus Pudicitie   | Il Trionfo della Pudicizia |     | Тут головною героїнею є Лаура, яка вивільняє з ходи Любові багатьох відомих жінок давнини, наприклад, Дідону . Ця хода спрямовує свій рух до Риму, у храм Патриціанської Цнотливості. | Цнотливість, персоніфікована фігурою прекрасної Лаури, сидить у колісниці. В руках у неї може бути щит, який захистив її від стріл. Переможений Купідон, зв'язаний як полонений, може сидіти нижче за неї або йти попереду. Колісницю, запряжену єдинорогами, оточують жінки, які присвятили себе цнотливості. Перед нею несуть штандарт, на якому зображений горностай — ще одна тварина, що символізує чистоту. Біля ніг може пустувати собака, яка припинила полювання на зайця — символи кохання і хтивості. |
| «Тріумф Смерті»      | Triumphus Mortis      | Il Trionfo della Morte     |     | Поет воскрешає у своїй пам'яті покійних героїв і зниклі народи і згадує (в одному з найкрасивіших місць поеми) про смерть Лаури. Смерть, яка запрошує Лауру приєднатися до нескінченної низки покійних — дама в чорному одязі, не сидить ні на коні, ні на колісниці (в живопису образ змінився). | Смерть зображується у вигляді скелета, який розмахує косою. Навколо лежать тіла. Скелет міг бути замінений зображенням трьох парок або принаймні однієї з них — Атропос . У її візок запряжені чорні бики. Можуть бути присутніми демони, які хапають засуджених, і ангели, які забирають обраних. |
| «Тріумф Слави»       | Triumphus Fame        | Il Trionfo della Fama      |     | Описується хода знаменитих людей давнини — королів, поетів, філософів, кондотьєрів і т. ін. | Слава тримає у правій руці меч (символ верховної влади), а в лівій — маленьку фігурку Купідона. Вона може стояти на глобусі з крилатими трубами або сидіти на троні. В руці також може бути скіпетр — уособлення яблука розбрату з «Любовного видіння» Боккаччо. |
| «Тріумф Часу»        | Triumphus Temporis    | Il Trionfo del Tempo       |     | Поет розмірковує про самого себе, творячи зворушливі сумні вірші про скороминущість речей. | Час (Хронос) зображується як втомлений старий, що спирається на милицю. Його візок запряжений оленями. |
| «Тріумф Вічності»    | Triumphus Eternitates | Il Trionfo dell'Eternità   |     | Розповідається про набуття спокою у Бозі. | Вічність зображується фігурою Бога в небесах і ангельськими хорами. |

## Оцінка твору
Поему хвалять за живе занурення поета у свої почуття і високий рівень ліризму у деяких фрагментах; а сварять за жорсткість оповідання, довгі перелічення персонажів і важкуватість, які часом зменшують враження від твору.
Літературна енциклопедія пише: "жагуче шукання синтезу, примирення суперечностей, спонукає Петрарку у кінці життя повернутися назад, до старої поетичної традиції. Він звертається від «низького» жанру любовної лірики до «високого» жанру морально-алегоричної поеми в манері Данте і його наслідувачів. У 1356 році він починає поему в терцинах «Тріумфи», в якій намагається пов'язати апофеоз Лаури, втілення чистоти і святості, із зображенням доль людства. Але для буржуазії другої половини XIV ст. така вчена алегорична поезія була пройденим етапом, і задум Петрарки не увінчався успіхом. ".

## У живопису
Тема колісниці, у якій сидить персоніфікація, власне в тексті виникає тільки у «Тріумфі Любові». Ілюстратори ж поеми «посадили» у вози і всіх інших. «Це нововведення, що відродило римську традицію імператорських тріумфів, мало успіх».
Тема тріумфів у різному трактуванні (наприклад, як «Тріумф Венери» була однією з найпопулярніших у Європі. Іконографія численних творів починається з тексту Петрарки, завдяки силі і багатоплановості описів, безлічі алегорій і символічних образів. До цієї теми зверталися Пезелліно, Лоренцо Коста, Синьйореллі, Скеджа, Якопо дель Селлайо, Перуджіно, і т. ін., а також більш пізні рокайльні та барокові художники.
Найпопулярнішою частиною був «Тріумф любові». Особливо часто сюжет використовували у Тоскані, де він йшов на оформлення підносів і кассоне (майстерня Аполлоніо ді Джованні, Ліберала та Верона). На другому місці стояв «Тріумф цнотливості», який міг приймати такі форми, як «Битва Любові та цнотливості» або «Похорон Амура».